# Natation aux Jeux des îles de l'océan Indien 2011
Navigation
Édition précédente Édition suivante
Les épreuves de natation aux Jeux des îles de l'océan Indien 2011 se déroulent du 6 au 10 août 2011, au bassin de Roche Caiman.

## Messieurs
| Épreuve                | Or                                                                                     | Argent                                                                                       | Bronze                                     |
| Dos                    | Dos                                                                                    | Dos                                                                                          | Dos                                        |
| ---------------------- | -------------------------------------------------------------------------------------- | -------------------------------------------------------------------------------------------- | ------------------------------------------ |
| 50 m                   | Alann Bobe (REU) 28 s 65- CR                                                           | Florian Hassambay (REU) 31 s 83                                                              | Mathieu Marquet (MRI) 32 s 13              |
| 200 m                  | Florent Hassambay (REU) 2 min 13 s 27                                                  | Mathieu Marquet (MRI) 2 min 16 s 88                                                          | Elken Chong Leung (MRI) 2 min 17 s 80      |
| Brasse                 |                                                                                        |                                                                                              |                                            |
| 50 m                   | Boris Steimetz (REU) 30 s 78 - CR                                                      | Oliver Ah Ching (MRI) 31 s 68                                                                | Darren Chan Chin Wah (MRI) 31 s 69         |
| 100 m                  | Darren Chan Chin Wah (MRI) 1 min 8 s 34                                                | Oliver Ah Ching (MRI) 1 min 9 s 13                                                           | Damien Chane Shun (REU) 1 min 10 s 55      |
| Papillon               |                                                                                        |                                                                                              |                                            |
| 50 m                   | Florian Hassambay (REU) 25 s 84                                                        | Jean-Patrick Bernet (REU) 26 s 64                                                            | Emmanuel Froget (MRI) 26 s 83              |
| 100 m                  | Emmanuel Froget (MRI) 58 s 27                                                          | Jean-Patrick Bernet (REU) 58 s 49                                                            | Florent Hassambay (REU) 58 s 77            |
| 200 m                  | Bertrand Bristol (SEY) 2 min 7 s 60 - CR                                               | Benjamin Huot-Marchand (REU) 2 min 10 s 50                                                   | Emmanuel Froget (MRI) 2 min 10 s 77        |
| Quatre nages           |                                                                                        |                                                                                              |                                            |
| 200 m                  | Boris Steimetz (REU) 2 min 8 s 69 - CR                                                 | Jean-Patrick Bernet (REU) 2 min 16 s 41                                                      | Mathieu Young Tie Yang (MRI) 2 min 18 s 83 |
| 400 m                  | Ambroise Petit (REU) 4 min 44 s 17                                                     | Matthieu Bachmann (REU) 4 min 44 s 34                                                        | Shane Ah Siong (MRI) 5 min 0 s 40          |
| Nage libre             |                                                                                        |                                                                                              |                                            |
| 50 m                   | Boris Steimetz (REU) 22 s 72 - CR                                                      | Julien Vialette (REU) 23 s 89                                                                | Jean-Pascal Hugues-Grégoire (MRI) 25 s 06  |
| 100 m                  | Boris Steimetz (REU) 58 s 27                                                           | Julien Vialette (REU) 58 s 49                                                                | Jean-Pascal Hugues-Grégoire (MRI) 58 s 77  |
| 200 m                  | Benoit Debast (REU) 1 min 52 s 70 - CR                                                 | Julien Vialette (REU) 1 min 57 s 34                                                          | Mathieu Marquet (MRI) 1 min 59 s 48        |
| 1 500 m                | Benoit Debast (REU) 15 min 57 s 51                                                     | Ambroise Petit (REU) 17 min 8 s 72                                                           | Shana Ah Siong (MRI) 17 min 18 s 07        |
| 50 m handisport        | Victor Scody (MRI) 33 s 72                                                             | Cyril Charles (SEY) 37 s 78                                                                  | Ahamada Hassani (COM) 38 s 21              |
| Relais                 |                                                                                        |                                                                                              |                                            |
| 4 × 100 m nage libre   | La Réunion Alann Bobe Julien Vialette Boris Steimetz Jean-Patrick Bernet 3 min 31 s 73 | Maurice Oliver Ah Ching Mathieu Young Tie Yang Mathieu Marquet Emmanuel Froget 3 min 43 s 87 | Seychelles 3 min 43 s 07                   |
| 4 × 100 m quatre nages | La Réunion 3 min 59 s 97                                                               | Maurice 4 min 9 s 24                                                                         | Seychelles 4 min 18 s 10                   |

## Dames
| Épreuve              | Or                                           | Argent                                 | Bronze                                   |
| Dos                  | Dos                                          | Dos                                    | Dos                                      |
| -------------------- | -------------------------------------------- | -------------------------------------- | ---------------------------------------- |
| 50 m                 | Heather Arseth (MRI) 31 s 32 – CR            | Auriane Hoarau (REU) 31 s 83           | Stéphanie Ah Quah (MRI) 32 s 13          |
| 200 m                | Stéphanie Ah Quah (MRI) 2 min 29 s 44 – CR   | Christelle Bertsch (REU) 2 min 30 s 61 | Aude Faubourg (REU) 2 min 33 s 73        |
| Brasse               |                                              |                                        |                                          |
| 50 m                 | Géraldine Huffner (REU) 34 s 00 – CR         | Louise Lebrun (REU) 34 s 74            | Elodie Poo Cheong (MRI) 35 s 59          |
| 100 m                | Géraldine Huffner (REU) 1 min 13 s 44 – CR   | Louise Lebrun (REU) 1 min 17 s 10      | Shrone Austin (SEY) 1 min 17 s 56        |
| Papillon             |                                              |                                        |                                          |
| 50 m                 | Emma Morel (REU) 29 s 14                     | Heather Arseth (MRI) 29 s 22           | Claire Cécile Vitry (REU) 29 s 24        |
| 100 m                | Claire Cécile Vitry (REU) 1 min 13 s 44 – CR | Emma Morel (REU) 1 min 17 s 10         | Laisha Mundookisoory (MRI) 1 min 17 s 56 |
| 200 m                | Shrone Austin (SEY) 2 min 23 s 82 – CR       | Emma Morel (REU) 2 min 24 s 06         | Claudia Tiborcz (MRI) 2 min 27 s 24      |
| Quatre nages         |                                              |                                        |                                          |
| 200 m                | Shrone Austin (SEY) 2 min 25 s 62            | Alizée Morel (REU) 2 min 26 s 29       | Elodie Poo Cheong (MRI) 2 min 29 s 79    |
| 400 m                | Shrone Austin (SEY) 5 min 4 s 54 - CR        | Shannon Austin (SEY) 5 min 8 s 14      | Alizée Morel (REU) 5 min 9 s 48          |
| Nage libre           |                                              |                                        |                                          |
| 50 m                 | Perle Ledoux (REU) 27 s 41                   | Heather Arseth (MRI) 27 s 55           | Olivia de Maroussem (MRI) 27 s 58        |
| 100 m                | Olivia de Maroussem (MRI) 59 s 32 - CR       | Heather Arseth (MRI) 59 s 38           | Solene Schwab (REU) 1 min 0 s 09         |
| 200 m                | Alizée Morel (REU) 2 min 7 s 12 - CR         | Shannon Austin (SEY) 2 min 9 s 04      | Claire Cécile Vitry (REU) 2 min 10 s 07  |
| 800 m                | Shrone Austin (SEY) 9 min 7 s 54             | Alizée Morel (REU) 9 min 11 s 64       | Mathilde Hoareau (REU) 9 min 12 s 25     |
| 50 m handisport      | Jezeekha Rungoo (MRI) 37 s 39                | Darrelle Calice (MRI) 39 s 23          | Odette Razafindravao (MAD) 53 s 59       |
| Relais               |                                              |                                        |                                          |
| 4 × 100 m nage libre | Maurice 4 min 1 s 17 - CR                    | La Réunion 4 min 2 s 93                | Seychelles 4 min 18 s 80                 |
| 4 × 100 m nage libre | La Réunion 4 min 29 s 93                     | Madagascar 4 min 52 s 71               | Seychelles 4 min 57 s 52                 |

## Tableau des médailles
| Rang | Nation     | Or | Argent | Bronze | Total |
| ---- | ---------- | -- | ------ | ------ | ----- |
| 1    | La Réunion | 24 | 24     | 9      | 57    |
| 2    | Maurice    | 10 | 10     | 21     | 41    |
| 3    | Seychelles | 6  | 5      | 7      | 18    |
| 4    | Madagascar | 0  | 1      | 2      | 3     |
| 5    | Comores    | 0  | 0      | 0      | 0     |
| 6    | Maldives   | 0  | 0      | 0      | 0     |
| 7    | Mayotte    | 0  | 0      | 0      | 0     |